# Església Evangèlica ADD de Perpinyà
L'Església Evangèlica ADD és una església de la congregació evangèlica de les Assemblees de Déu (ADD) de Perpinyà, a la comarca del Rosselló, de la Catalunya del Nord.

És al centre de la vila, a l'extrem nord-occidental del barri de Sant Mateu, a tocar de la Bassa, al número 3 del bulevard dels Pirineus cantonada amb el quai de Barcelona.

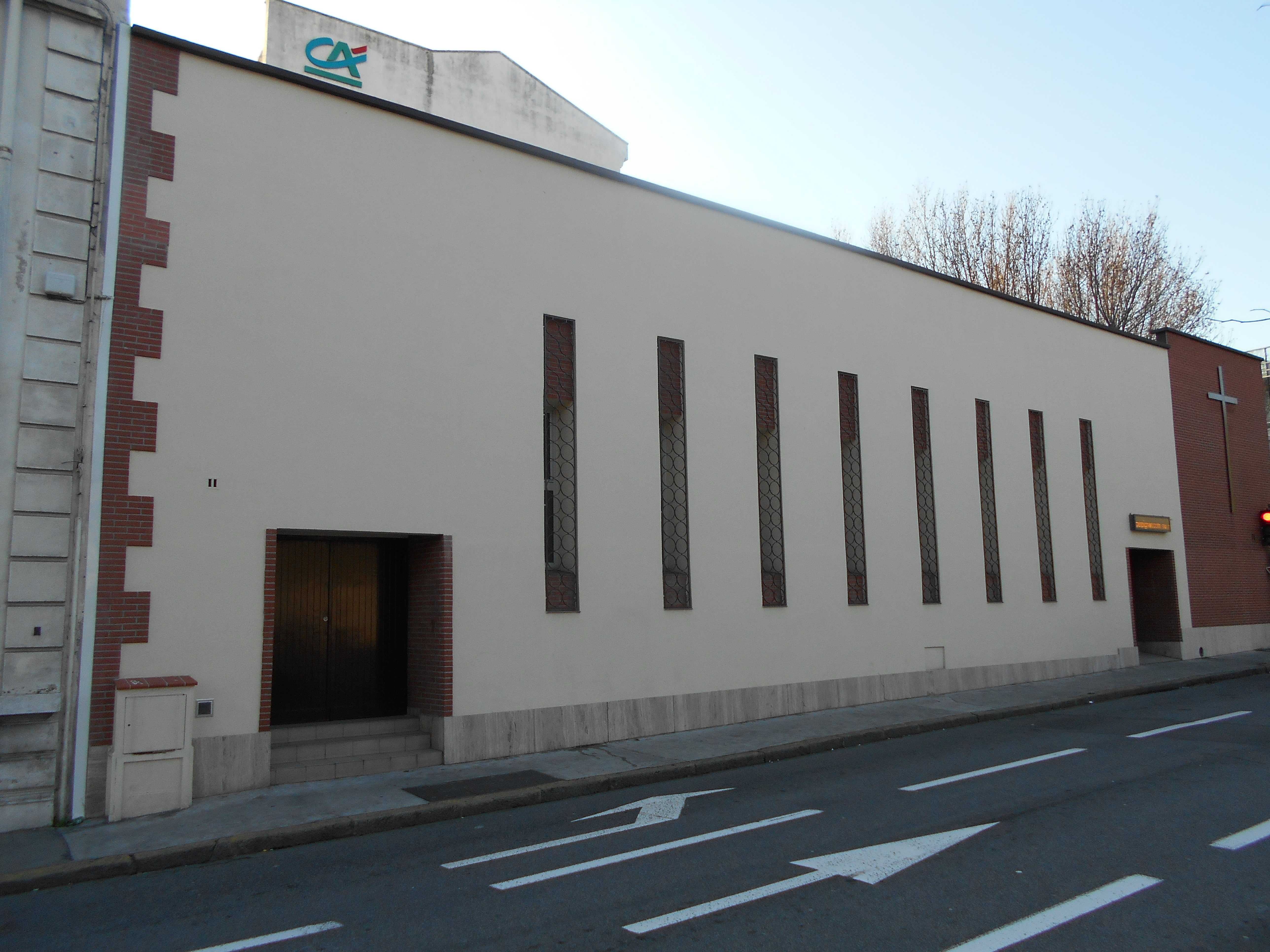
Façana nord del temple

La federació d'esglésies de les assemblees de Déu és una organització evangèlica pentecostal. És una congregació fundada als Estats Units, tot i que enllaça amb els moviments anabaptistes del segle xvii. La base principal es troba en la importància del paper de l'Esperit Sant al llarg de tota la vida cristiana, amb la peculiar característica del do de llengües, com es reflecteix a la Bíblia, atribuint-lo al paper de l'Esperit Sant.